# Gutsbezirk Münsingen
Il Gutsbezirk Münsingen è un territorio extracomunale abitato tedesco di 196 abitanti, situato nel land del Baden-Württemberg.